# داستان‌هایی که می‌گوییم
داستان‌هایی که می‌گوییم (انگلیسی: Stories We Tell) فیلمی در ژانر مستند و خودزندگی‌نامه به کارگردانی سارا پلی است که در سال ۲۰۱۲ منتشر شد. از بازیگران آن می‌توان به ربکا جنکینز اشاره کرد.